# Almagro (Buenos Aires)
Pour les articles homonymes, voir Almagro.
Almagro est un des quartiers ou barrios de la ville de Buenos Aires, capitale de l'Argentine. Il est limité par les rues Calle Río de Janeiro, Avenida Rivadavia, Avenida La Plata, Avenida Independencia, Calle Sánchez de Loria, Calle Sánchez de Bustamante, Avenida Díaz Vélez, Calle Gallo, Avenida Córdoba, Calle Estado de Israel et Calle Angel Gallardo. 
Le quartier prolonge vers l'ouest celui de Balvanera, et est densément peuplé comme ce dernier, avec un manque évident d'espaces verts.
Il est bordé au nord par les quartiers de Villa Crespo, Palermo et Recoleta, et à l'est par celui de Balvanera.

## Quelques chiffres
- Population : 139 262 habitants en 2001.
- Superficie : 4,1 km2, soit 410 hectares.
- Densité : 33 966 habitants/km2.

Le jour du quartier est le 28 septembre.

## Tourisme
Il y a peu d'attractions touristiques dans cette zone, cependant animée et peuplée. Il faut toutefois mentionner la confiserie-dégustation Confitería Las Violetas. Celle-ci, située au coin de l’Avenida Rivadavia et de la Calle Medrano et inaugurée en 1884, est devenue un des symboles de Buenos Aires, grâce à la qualité des spécialités proposées aux clients.

## Galerie

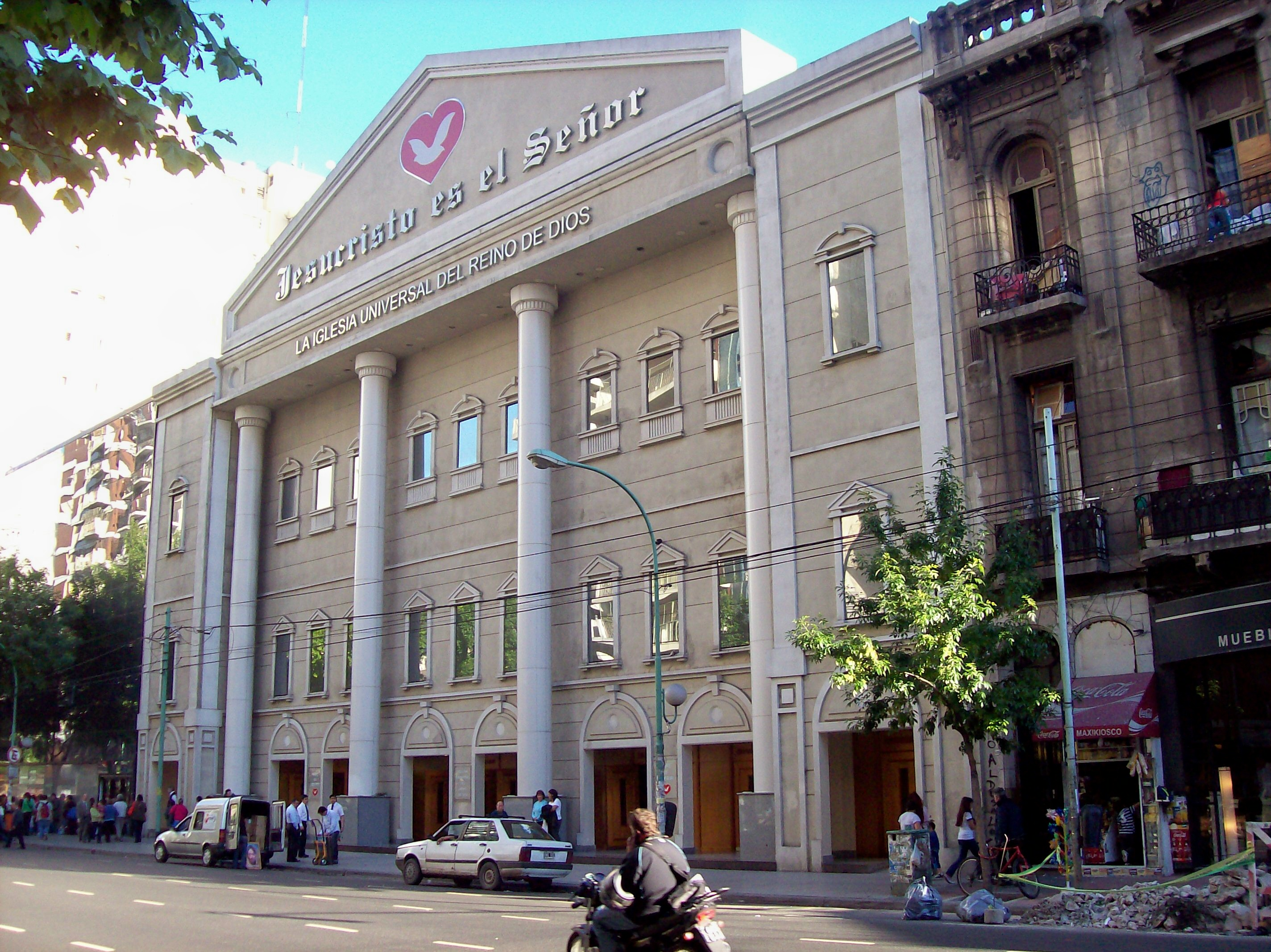
Siège de l'Église Universelle du Royaume de Dieu (Iglesia Universal del Reino de Dios).
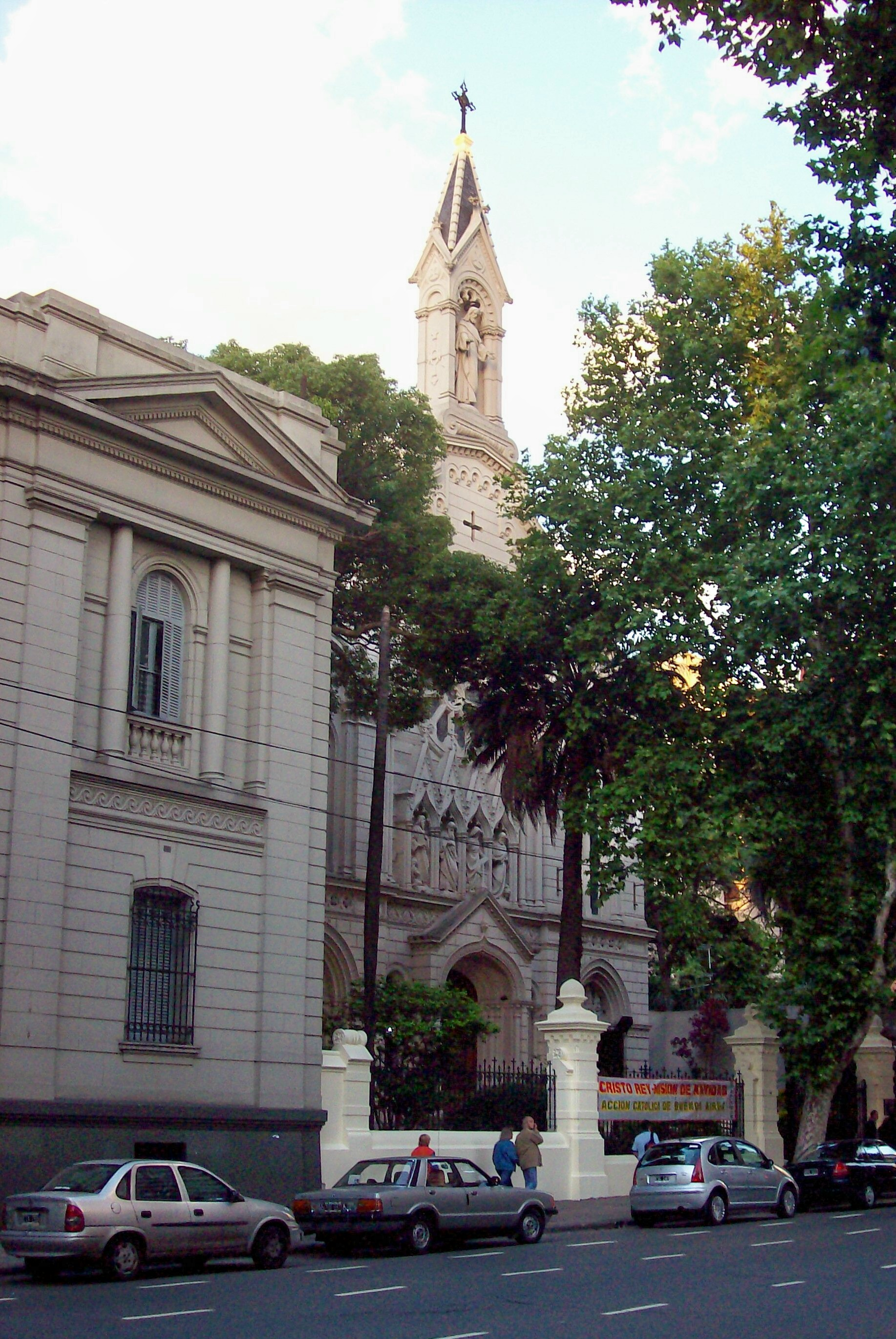
Église catholique Templo de Jesús Sacramentado.
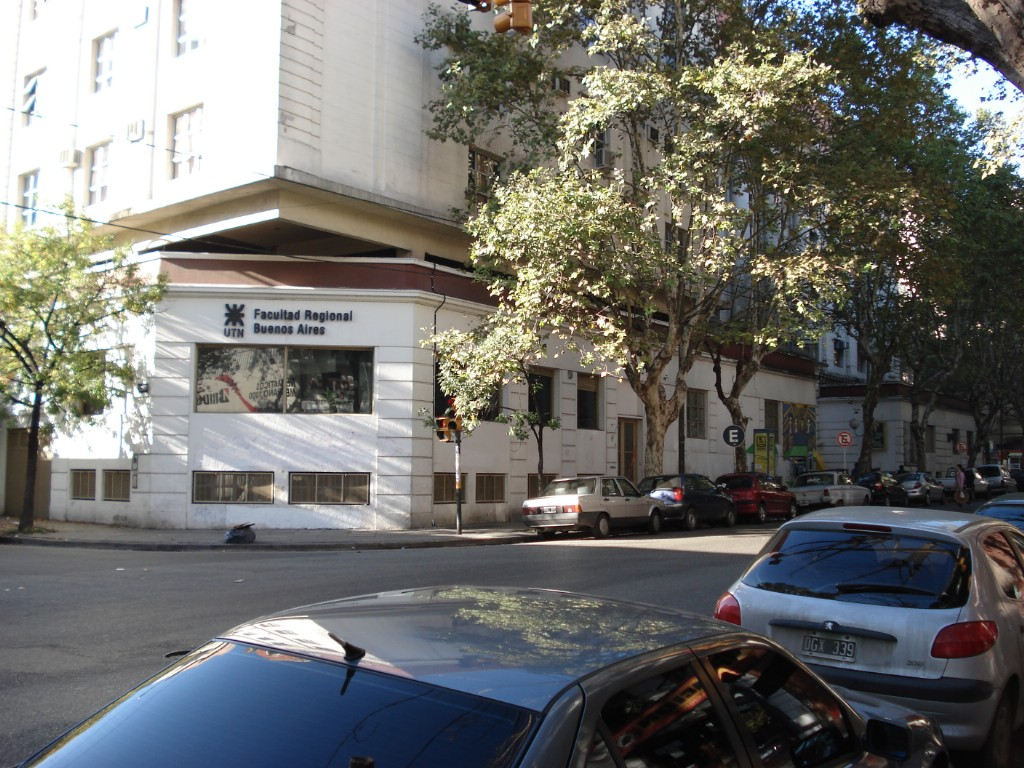
Universidad Tecnológica Nacional, Faculté régionale de Buenos Aires.

## Personnalités
- Tomás Rebord (1993-), avocat, animateur radio, streamer et écrivain argentin, est né à Almagro.